# José Carlos de Almeida Areias
José Carlos de Almeida Areias, primeiro e único barão e visconde de Ourém (Rio de Janeiro, 6 de setembro de 1825 — Bagnères-de-Bigorre, 29 de julho de 1892), foi um advogado brasileiro, formado pela Academia de Direito de São Paulo. Na vida pública, ocupou cargos de relevo como ministro plenipotenciário em Londres, conselheiro do Império e diretor do Tesouro Nacional.
Filho de José da Silva Areias e de Antônia Hermenegilda de Almeida. Casou-se com uma enteada de Francisco Manuel da Silva.
Dignitário da Imperial Ordem da Rosa e comendador da Imperial Ordem de Cristo. Recebeu o baronato por decreto de 17 de julho de 1872, e o viscondado por decreto de 20 de julho de 1889.